# (7360) Moberg
(7360) Moberg ist ein Asteroid des inneren Hauptgürtels. Er wurde am 30. Januar 1996 vom schwedischen Astronomen am La-Silla-Observatorium (IAU-Code 809) der Europäischen Südsternwarte  in Chile entdeckt.
Der Asteroid wurde nach dem schwedischen Schriftsteller Vilhelm Moberg (1898–1973) benannt, dessen Beiträge zur Literatur und öffentlichen Debatte immer wieder den Konflikt zwischen Individualismus und Kollektivismus schildern und Moberg als einen klaren Gegner totalitärer Vorstellungen, aber auch als scharfen Kritiker der schwedischen Sozialdemokratie und ihrer Idee vom „starken Staat“ zeigen.